# آیدن، شرق ساسکس
آیدن (به انگلیسی: Iden) یک روستا و محله مدنی در بریتانیا است که در Rother واقع شده‌است. آیدن ۱۲٫۰ کیلومتر مربع مساحت و ۴۵۶ نفر جمعیت دارد.